# Binny e il fantasma
Binny e il fantasma  (Binny und der Geist) è una serie televisiva tedesca, prodotta da UFA Fiction per conto di Disney Channels GSA.
La serie nasce da un'idea di Steffi Ackermann e Vivien Hoppe. È stata trasmessa in originale dal 23 marzo 2013 (il solo episodio pilota, poi la serie è andata in onda regolarmente dal 2 novembre 2014) e 15 maggio 2016 su Disney Channel. In Italia è andata in onda sempre su Disney Channel dal 31 ottobre 2014 (trasmettendo gli episodi dal 2 al 6 della prima stagione a distanza di soli 5 giorni dalla messa in onda originale) al 10 luglio 2016.

## Trama

### Prima stagione
Quando Binny Baumann si trasferisce con i suoi genitori in un'antica tenuta nel cuore di Berlino, scopre ben presto che condivide la stanza con un fantasma di 14 anni molto giocoso ed egocentrico. Melchior è un giovane fantasma che appartiene a una famiglia nobile del 1900 e che vuole sapere a tutti i costi del come è diventato un fantasma. Binny, grazie ad un vecchio orologio da taschino trovato nella soffitta, riesce a sentire e vedere Melchior. Per non dover più condividere la sua stanza con lui, Binny decide di aiutare il giovane fantasma nell'intento di svelare il segreto che copre la famiglia Von und zu Panke, quindi la famiglia del giovane Melchior.
L'orologio trovato nella soffitta è in realtà uno dei 7 orologi magici cercati da secoli dai cacciatori di orologi. I genitori di Melchior erano dei custodi dell'orologio. Essi custodivano l'orologio d'argento, proprio l'orologio che permette a Binny di vedere Melchior, e l'orologio di ghiaccio che Binny e Melchior troveranno. Hubertus van Horas, il titolare della banca dei genitori di Melchior, è un cacciatore di orologi. Costui cercherà di impossessarsi dell'orologio di Melchior, dell'orologio di ghiaccio, dell'orologio del fuoco e dell'orologio d'oro per infine conquistare il mondo e diventare immortale.
Nell'ultimo episodio della prima stagione, si scoprirà che ha tre dei sette orologi magici, tra i quali uno è l'orologio del tempo che gli permette di vivere ancora per un breve periodo nel momento in cui dovesse cominciare a scomparire. Ha avuto un diario dove ha scritto tutto quello che sapeva sui sette orologi da tre secoli. Quando Luca scoprirà il segreto di Binny, Hubertus la prenderà in ostaggio purché possa prendere i due orologi distruggendo lo scudo difensivo lanciato dai genitori di Melchior. Quando prenderà l'orologio del ghiaccio, avrà il potere di congelare e congelerà Bodö. Melchior cercherà di riprendere gli orologi andando nel nascondiglio di Hubertus e Bodö e qua scoprirà che è stato Hubertus ad uccidere i suoi genitori per prendere gli orologi, ma non avrà risposte sul perché è diventato un fantasma, però Hubertus gli dirà che lui non è l'unico cacciatore di orologi. Alla fine, egli scomparirà dopo che Bodö metterà avanti le lancette dell'orologio del tempo. Bodö prenderà l'orologio del ghiaccio e l'orologio del tempo, poi scapperà. Invece Binny e Melchior prenderanno l'orologio d'argento e gli altri due orologi che Hubertus aveva rubato e il diario di Hubertus e riusciranno ad uscire dal nascondiglio di Hubertus grazie a Luca.
L'ultimo episodio finirà con il compleanno di Binny, poi ci sarà un primo piano delle pagine del diario che si sfogliano da sole con i tre orologi sopra. Melchior troverà due custodi per gli orologi: Luca e Binny come i suoi genitori avevano sperato.

### Seconda stagione
Ora gli antagonisti sono Bodo e Rhett, un fantasma appartenente ad una famiglia di Custodi che però è diventato Cacciatore.
Al termine della serie Melchior e si può assistere ad una specie di fidanzamento tra i due protagonisti

## Episodi
| Stagione         | Episodi | Prima TV Germania | Prima TV Italia |
| ---------------- | ------- | ----------------- | --------------- |
| Prima stagione   | 13      | 2013-2015         | 2014-2015       |
| Seconda stagione | 10      | 2016              | 2016            |

## Personaggi e interpreti

### Principali
- Binny Baumann (stagioni 1-2), interpretata da Merle Juschka e doppiata da Valentina Pallavicino.
È una ragazza di 14 anni. Trasferitasi in una vecchia tenuta Berlinese con i suoi genitori, scoprirà, grazie ad un orologio, che vive con un fantasma: Melchior. Lo aiuterà a svelare i segreti e gli enigmi che i genitori del fantasma hanno lasciato, ma, con il suo intelletto e la sua curiosità, sventerà anche i piani dei criminali. E un'ottima investigatrice, buona, gentile e premurosa come sua madre. La sua migliore amica è Luca. Ama fare shopping, ma non come Luca. Nell'ultimo episodio, riuscirà a liberare Luca e Melchior dall'ira di Hubertus, poi si assisterà al suo compleanno. Nell'ultima scena si può assistere al una specie di "fidanzamento" tra Binny e Melchior.
- Melchior von und zu Panke (stagioni 1-2), interpretato da Johannes Hallervorden e doppiato da Andrea Oldani.
È un giovane fantasma di 14 anni che appartiene alla nobile famiglia del 1900 Von und zu Panke. Grazie al suo orologio d'argento, Binny riesce a vederlo e sentirlo. Cerca di risolvere i segreti e gli enigmi lasciatili dai suoi genitori ed è per questo che è ritornato dal Limbo. Vuole anche sapere perché è diventato un fantasma. Aiuta sempre Binny a sventare i piani dei cattivi criminali di Berlino. Il suo unico difetto è che lui è molto giocoso ed egocentrico, ma comunque disponibile. Alla fine scoprirà che è stato Hubertus ad uccidere i suoi genitori, ma non avrà risposta sul perché è un fantasma. Ha la missione di ritrovare i sette orologi magici e di farli proteggere da dei custodi umani.
- Wanda Baumann (stagioni 1-2), interpretata da Kathrin Wichmann e doppiata da Elena Canone.
È la madre di Binny. E un eccellente ripara-tutto, molto gentile e premurosa. Nel lungo della serie, ha avuto molti lavori, come custode del museo d'arte di Berlino o come pittrice poliziesca nella centrale di Polizia. E ignara del segreto di Binny. A volte è molto strana
- Ronald Baumann (stagioni 1-2), interpretato da Steffen Groth e doppiato da Diego Baldoin.
È il padre di Binny. Svolge il lavoro di architetto professionista. E un uomo alquanto bizzarro e spensierato, ma sempre amorevole e simpatico. Ama la sua famiglia come nient'altro al mondo. E un maniaco dell'igiene, non ama dunque lo sporco, ed è estremamente scettico. E un ottimo sportivo, ama soprattutto il calcio. Nella gioventù, insieme a sua moglie, faceva parte del club scolastico dell'igiene naturale. Quando Binny comincia una relazione con l'affascinante Niklass, Ronald diventa molto, ma molto geloso.
- Hubertus van Horas (stagione 1), interpretato da Stefan Weinert e doppiato da Fabrizio Odetto.
È il malvagio titolare della banca dei genitori di Melchior. Credendo che essi avessero nascosto l'orologio del ghiaccio e l'orologio d'argento nella loro cassaforte bancaria, li uccise ma purtroppo non trovo mai la cassaforte fino a che Binny e Melchior la trovarono, ma c'era solo un indizio. Riesce a rimanere in vita grazie all'orologio del tempo che egli tiene in possesso. Ha anche 2 orologi magici e un diario dove, per più di 3 secoli, ha annotato tutto quello che ha scoperto sui 7 orologi magici. Si sa, infatti, che suo nonno Leopold van Horas avesse creato l'ordine dei cacciatori d'orologi. Lui aveva creato un diario dove aveva annotato tutto quello che sapeva sull'orologio del tempo, creduto l'unico orologio magico, finito dallo stesso Hubertus. Leopold van Horas aveva cercato dappertutto l'orologio, ma non l'aveva mai trovato. Hubertus invece l'ha trovato e ha scoperto anche l'esistenza degli altri 6 orologi e ha annotato tutto quello che sapeva di loro nel diario di suo nonno. Hubertus aveva tradito i genitori di Melchior, che gli avevano affidato la custodia di quest'orologio. Da 3 secoli, ha cercato i 7 orologi, rubandone solo 3, con l'orologio del tempo. Alla fine della prima stagione, riesce a prendere l'orologio del ghiaccio e l'orologio d'argento, pero Bodö rimanda in avanti le lancette dell'orologio del tempo e Hubertus scompare per sempre. Con i sette orologi, voleva conquistare il mondo e diventare immortale.
- Bodö (stagioni 1-2), interpretato da Stefan Becker e doppiato da Paolo Carenzo.
È la mano destra di Hubertus nella prima stagione e di Rhett nella seconda. Aiuta entrambi a realizzare i loro piani malvagi. È molto goffo e ingenuo. Da secoli, trama di nascosto per prendere i sette orologi magici nel giorno in cui Hubertus gli avesse mai trovati, e diventare il signore del mondo intero. Infatti, ha sempre seguito Hubertus purché quest'ultimo possa trovare gli orologi. Nell'ultimo episodio, quando Hubertus ottiene il potere del ghiaccio, egli congela Bodö ma poi Bodö si scongela e, per pietà di Melchior e Binny, ordina ad Hubertus di lasciarli andare minacciandolo con l'orologio del tempo. Ma, dato che Hubertus è più sveglio ed intelligente che il suo collaboratore, cerca di sopraffarlo dicendogli che avrebbe condiviso il potere con lui e, convincendolo che si sarebbe ammalato con quel ghiaccio sciolto, gli prende l'orologio del ghiaccio dalla tasca del suo mantello e, sul punto di trasformarlo in una statua di ghiaccio e distruggerlo, Bodö manda in avanti le lancette dell'orologio del tempo e, dopo la scomparsa definitiva del suo ex capo, prende gli orologi di Hubertus e scappa, rifermando Binny e il suo amico fantasma nel nascondiglio. L'errore che ha fatto è che ha lasciato il diario di Hubertus, che sarebbe stato un indizio molto importante per trovare gli altri orologi. Al contrario di Hubertus, che è un fantasma umano, Bodö è completamente umano. Solo lui può rimandare indietro le lancette dell'orologio del tempo, perché Hubertus non può toccarlo dato che è semi-umano.
- Rhett (stagione 2), interpretato da Robert Köhler.
È l'antagonista principale della seconda stagione: vuole tutti i 7 orologi di modo che possa controllare l'Orologio d'Oro e diventare Signore del Tempo.
- Luca (stagioni 1-2), interpretata da Eliz Tabea Thrun e doppiata da Tiziana Martello.
È la migliore amica di Binny e ha una cotta per Mark. Porta sempre un cappello e ama fare shopping. Odia le ingiustizie. E molto positiva. Nel pre-penultimo episodio, scopre del segreto di Binny e, nel penultimo episodio, riesce a vedere Melchior grazie all'orologio d'argento. Collabora poi con la sua amica e Melchior per trovare gli orologi, ma Hubertus la prende in ostaggio così che Binny sia obbligata a dare l'orologio d'argento e l'orologio del ghiaccio e distruggere lo scudo difensivo. Viene poi liberata. Quando Bodö rinchiude Binny e Melchior nel nascondiglio, ella li libera. Diventerà poi una custode dell'orologio con Binny. Sua madre è una poliziotta. A volte, aiuta Binny a sventare i piani dei criminali, dato ché è curiosa come sua madre. Vuole diventare un'investigatrice professionista, ma anche una stilista.

### Ricorrenti
- Mark (stagioni 1-2), interpretato da Anselm Bresgott.
È un amico di Binny e Luca.
- Niklas (stagioni 1-2), interpretato da Lucas Reiber.
È un amico di Binny e Luca, innamorato di Binny. Durante la seconda stagione lascia la serie. Il suo personaggio passerà un anno negli Stati Uniti.
- Rotig (stagioni 1-2), interpretato da Patrick von Blume.
Preside e professore della scuola di Binny.
- Bodö bambino (stagione 2), interpretato da Claude Heinrich.
È la versione bambina di Bodö, trasformato da Rhett per i suoi scopi.
- Steffi Schuster (stagioni 1-2), interpretata da Inga Busch.
È la mamma di Luca. Fa la poliziotta.

## Produzione e trasmissione
Nel 2012 Disney Channel (Germania) aveva intenzione di produrre una serie televisiva con la compagnia UFA Fiction. L'idea per la serie è venuta in mente a Steffi Ackermann e all'autore Vivien Hoppe. L'8 novembre 2012 hanno annunciato che Binny e il fantasma sarebbe diventata una serie e il giorno dopo sono iniziate le riprese a Berlino dell'episodio pilota. Questo è andato in onda su Disney Channel Germania il 22 marzo 2013 ed avendo avuto molto successo, gli autori hanno scritto altri dodici episodi di circa 22 minuti di lunghezza arrivando così a 13 episodi per una prima stagione. Inoltre si è deciso di diffondere la serie su Disney Channel anche in Inghilterra, in Francia, in Italia e in Spagna. Le riprese sono finite nell'estate 2014 e la serie ha debuttato il 26 ottobre in Germania e alla fine dell'anno anche in molti altri stati.
La serie non viene rinnovata per una terza stagione pertanto termina con la seconda stagione.

## Binny e il fantasmanel mondo
| Paese                               | Canale/i                  | Data uscita                                                     | Titolo nel paese                                                           | Fonte  |
| ----------------------------------- | ------------------------- | --------------------------------------------------------------- | -------------------------------------------------------------------------- | ------ |
| Germania                            | Disney Channel            | 23 marzo 2013 (anteprima) 2 novembre 2014 (resto degli episodi) | Binny und der Geist                                                        | [ 2 ]  |
| Italia                              | Disney Channel – Rai Gulp | 31 ottobre 2014                                                 | Binny e il fantasma                                                        |        |
| Svezia Norvegia Danimarca Finlandia | Disney Channel            | 1º novembre 2014                                                | Binny och spöket Binny og spøkelset Binny og spøgelset Binny and the Ghost | [ 4 ]  |
| Sudafrica                           | Disney Channel            | 13 dicembre 2014                                                | Binny and the Ghost                                                        | [ 5 ]  |
| Rep. Ceca                           | Disney Channel            | 13 dicembre 2014                                                | Binny a duchové                                                            | [ 6 ]  |
| Ungheria                            | Disney Channel            | 13 dicembre 2014                                                | Binny és a szellem                                                         | [ 7 ]  |
| Polonia                             | Disney Channel            | 13 dicembre 2014                                                | Mój kumpel duch                                                            | [ 8 ]  |
| Bulgaria                            | Disney Channel            | 14 dicembre 2014                                                | Бини и призракът                                                           | [ 9 ]  |
| Romania                             | Disney Channel            |                                                                 | Binny și Fantoma                                                           | [ 10 ] |
| Paesi Bassi Belgio                  | Disney Channel            | 29 novembre 2014                                                | Binny and the Ghost                                                        | [ 11 ] |
| Regno Unito Irlanda                 | Disney Channel            |                                                                 | Binny and the Ghost                                                        | [ 12 ] |
| Spagna                              | Disney Channel            | 12 ottobre 2015                                                 | Binny y el fantasma                                                        | [ 12 ] |
| Francia                             | Disney Channel            |                                                                 | Binny et le fantôme                                                        | [ 12 ] |
| Brasile                             | Disney Channel            | 2017                                                            | Binny e o Fantasma                                                         | [ 13 ] |